# Військові нагороди Берегової охорони США
Військо́ві нагоро́ди Берегової охорони США — існуюча система нагороджень військовослужбовців, а також підрозділів й частин Берегової охорони США за бойові подвиги, успішне виконання бойових завдань, відмінну поведінку та старанну службу під час виконання своїх обов'язків.
У нагородній системі Берегової охорони США є низка загальних рис з нагородними системами інших країн, але і є свої власні особливості.

## Нагороди Берегової охорони США
| Медаль «За видатні заслуги» Берегової охорони США | Медаль Берегової охорони | Похвальна медаль Берегової охорони США | Медаль за досягнення Берегової охорони США | Медаль Берегової охорони «За службу в Арктиці» |
| ------------------------------------------------- | ------------------------ | -------------------------------------- | ------------------------------------------ | ---------------------------------------------- |
|                                                   |                          |                                        |                                            |                                                |
|                                                   |                          |                                        |                                            |                                                |

## Медалі Берегової охорони США за врятоване життя
| Золота медаль «За врятоване життя» | Срібна медаль «За врятоване життя» |
| ---------------------------------- | ---------------------------------- |
|                                    |                                    |
|                                    |                                    |

## Медалі Берегової охорони США за відмінну дисципліну
| Медаль Берегової охорони за відмінну поведінку | Медаль Берегової Охорони за відмінну поведінку у складі Резерву |
| ---------------------------------------------- | --------------------------------------------------------------- |
|                                                |                                                                 |
|                                                |                                                                 |

## Медалі Берегової охорони США за влучну стрільбу
| За влучну стрільбу з гвинтівки | За влучну стрільбу з пістолету |
| ------------------------------ | ------------------------------ |
|                                |                                |
|                                |                                |

## Нагороди частин Берегової охорони США
| Відзнака президента | За похвальну службу Берегової охорони | За видатні заслуги | За видатні заслуги підрозділу | Відзнака за бойову ефективність Берегової охорони |
| ------------------- | ------------------------------------- | ------------------ | ----------------------------- | ------------------------------------------------- |
|                     |                                       |                    |                               |                                                   |

## Нагородні нашивки Берегової охорони США
| Лист Коменданта Берегової охорони | За участь у бойових діях | Нашивка найкращого сержанта Берегової охорони | Нашивка «За спеціальну операцію» | За службу на морі |
| --------------------------------- | ------------------------ | --------------------------------------------- | -------------------------------- | ----------------- |
|                                   |                          |                                               |                                  |                   |

| Нашивка за особливу службу | За службу за кордоном | Нашивка за відмінне проходження базового курсу | Нашивка за проходження курсу рекрутів у складі Берегової охорони (США) |
| -------------------------- | --------------------- | ---------------------------------------------- | ---------------------------------------------------------------------- |
|                            |                       |                                                |                                                                        |

| Влучного стрільця з гвинтівки | Влучного стрільця з пістолету |
| ----------------------------- | ----------------------------- |
|                               |                               |